# String Lake
Der String Lake ist ein 32 ha großer See im Grand-Teton-Nationalpark im Westen des US-Bundesstaates Wyoming. 

## Lage
Der String Lake wird an seinem nördlichen Ende von dem kurzen Abfluss des Leigh Lake gespeist. Der kleine See befindet sich am Fuße der Teton Range. Er ist 2,1 km lang und besitzt eine maximale Breite von etwa 320 m. Er liegt auf einer Höhe von 2094 m. Ein kleines Feuchtgebiet liegt auf der Nordwestseite des Sees und ist Lebensraum für Elche und andere Tiere. Ein kurzer Bach verbindet den String Lake mit dem südlich gelegenen Jenny Lake. Der See ist leicht mit dem Fahrzeug zu erreichen und einige Wanderwege beginnen vom „Trailhead“ am String Lake, beispielsweise in den Cascade Canyon oder den Paintbrush Canyon oder zu Leigh Lake, Trapper Lake oder Holly Lake.

## Bilder

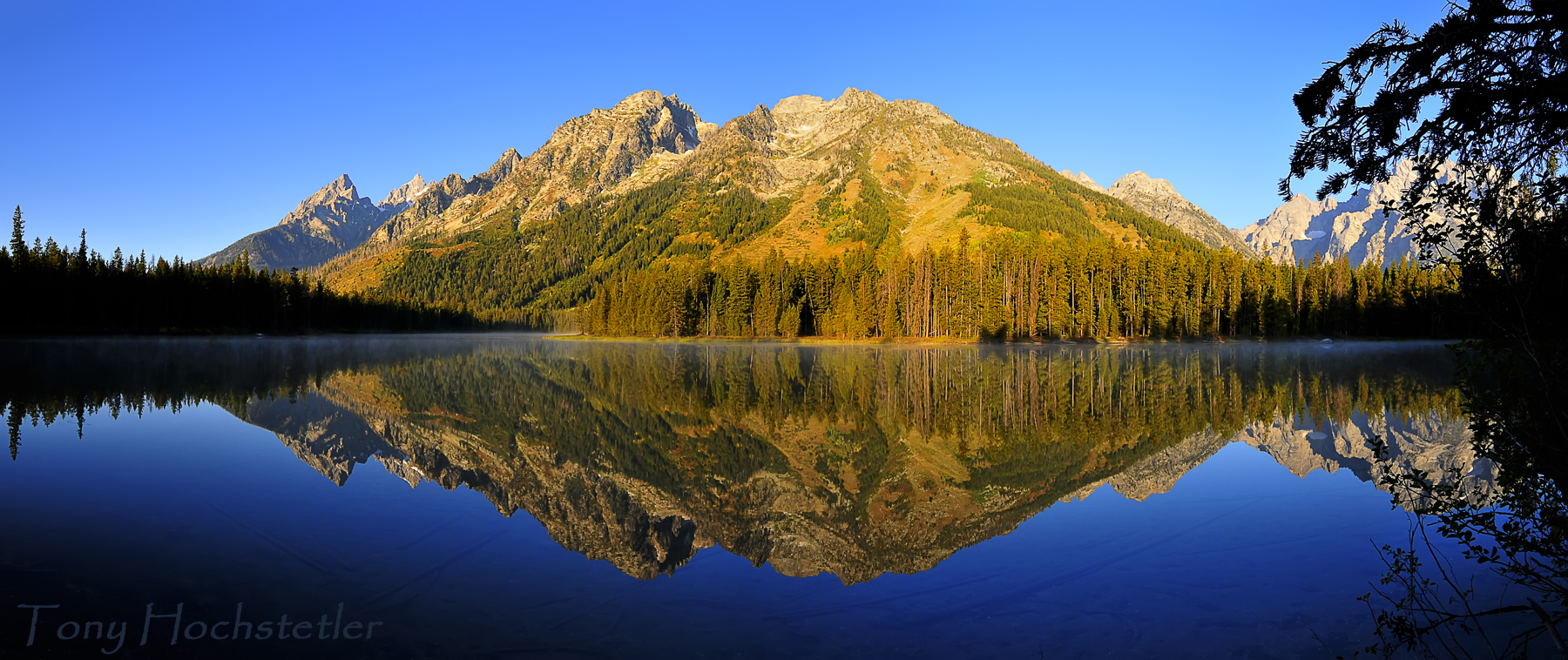
Panorama der Teton Range mit String Lake im Vordergrund
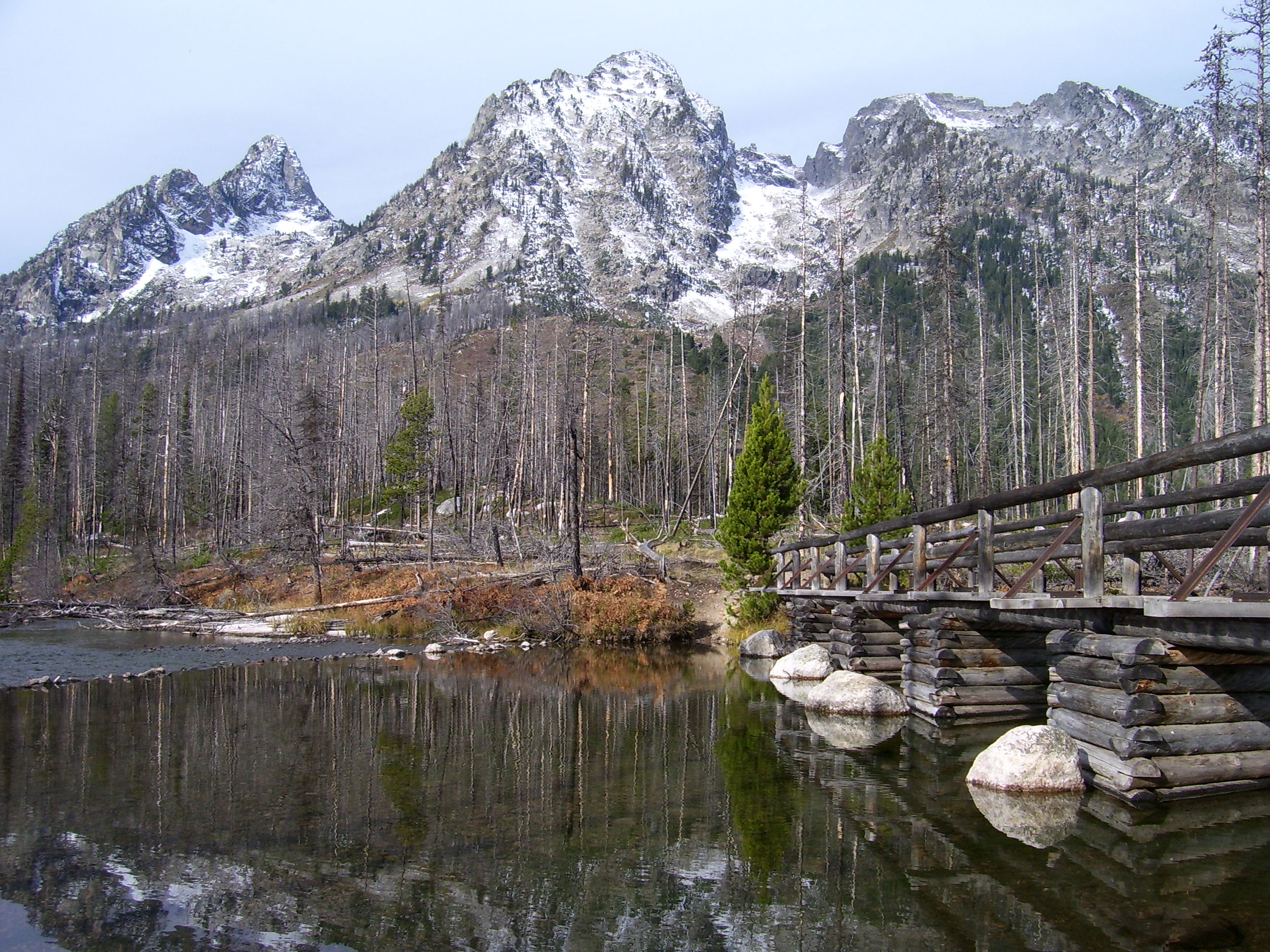
Fußgängersteg am unteren Seeende